# Seán Doherty (personnalité politique)
 (novembre 2018).
Si vous disposez d'ouvrages ou d'articles de référence ou si vous connaissez des sites web de qualité traitant du thème abordé ici, merci de compléter l'article en donnant les références utiles à sa vérifiabilité et en les liant à la section « Notes et références ».
Pour les articles homonymes, voir Doherty (homonymie).
Seán Doherty (né le 29 juin 1944 et mort le 7 juin 2005) est une personnalité politique irlandaise.
Il est notamment Cathaoirleach (président) du Seanad Éireann (chambre haute du parlement) de 1989 à 1992. De mars 1982 à décembre 1982, il est ministre de la Justice. Il est Teachta Dála (député) de 1977 à 1992 et de 1992 à 2002. Il est sénateur pour le panel de l'administration de 1989 à 1992. Il est membre de Fianna Fáil.
Il meurt à Letterkenny le 7 juin 2005 d'une hémorragie cérébrale alors qu'il en vacances en famille dans le Comté de Donegal.